# پخری
پخری (به چکی: Pchery) یک منطقهٔ مسکونی در جمهوری چک است که در شهرستان کلادنو واقع شده‌است. پخری ۱٬۸۰۶ نفر جمعیت دارد.